# Аргайл (містечко, Вісконсин)
Аргайл (англ. Argyle) — місто (англ. town) в США, в окрузі Лафаєтт штату Вісконсин. Населення — 449 осіб (2020).

## Демографія
Згідно з переписом 2010 року, у місті мешкало 436 осіб у 180 домогосподарствах у складі 138 родин. Було 214 помешкання
Расовий склад населення:
| - 99,3 % — білих - 0,2 % — корінних американців - 0,2 % — чорних або афроамериканців |

До двох чи більше рас належало 0,2 %. Частка іспаномовних становила 0,2 % від усіх жителів.
За віковим діапазоном населення розподілялося таким чином: 19,5 % — особи молодші 18 років, 59,2 % — особи у віці 18—64 років, 21,3 % — особи у віці 65 років та старші. Медіана віку мешканця становила 48,3 року. На 100 осіб жіночої статі у місті припадало 111,7 чоловіків;  на 100 жінок у віці від 18 років та старших — 112,7 чоловіків також старших 18 років.
Середній дохід на одне домашнє господарство  становив 91 496 доларів США (медіана — 64 500), а середній дохід на одну сім'ю — 113 788 доларів (медіана — 82 500). Медіана доходів становила 47 500 доларів для чоловіків та 34 500 доларів для жінок. За межею бідності перебувало 2,7 % осіб, у тому числі 4,0 % дітей у віці до 18 років та 2,0 % осіб у віці 65 років та старших.
Цивільне працевлаштоване населення становило 190 осіб. Основні галузі зайнятості: освіта, охорона здоров'я та соціальна допомога — 27,9 %, виробництво — 14,2 %, сільське господарство, лісництво, риболовля — 13,7 %.